# De Marçay 4
Il De Marçay 4 C1 fu un aereo da caccia costruito dall'azienda Anonyme d'Etudes et de Construction Aéronautique Edmond de Marçay nei primi anni Venti del XX secolo e rimasto allo stadio di prototipo.

## Storia del progetto
Nel 1921 il governo francese emise il requisito 1921 C1 relativo ad un caccia monoposto. L'ufficio tecnico della SAECA Edmund de Marçay, diretto dagli ingegneri Botalì e Georges Lebeau, progettò un velivolo che fu designato De Marçay 4 C1.

## Descrizione tecnica
Si trattava di un monoplano costruito in legno, con l'ala rettangolare montata nella parte superiore della fusoliera, a basso allungamento alare e con un'profilo a sezione spessa. Questa era costruita attorno a due longheroni ed era rinforzata dal basso, su ciascun lato, da un puntone a forma di N che partiva dai longheroni, al 60% della campata, e andava alla fusoliera inferiore; la sua sezione centrale era sopra la fusoliera. Non vi era nessun diedro. La fusoliera aveva forma rettangolare, ed era rivestita in tela.
Il caccia era alimentato da un motore V8 Hispano-Suiza 8Fb, raffreddato a liquido, erogante la potenza di 300 CV (220 kW). Il suo radiatore di raffreddamento era montato centralmente sotto il motore, orientato obliquamente. L'armamento si basava su 2 mitragliatrici fisse Vickers sincronizzate da 7,7 mm (0,303 pollici), sparanti attraverso il disco dell'elica.
La cabina di pilotaggio, aperta, vedeva il pilota posizionato in un abitacolo ricavato nel bordo d'uscita all'incirca al livello dell'ala, dotato di una piccola carenatura che fungeva da poggiatesta.
Nella parte posteriore della fusoliera si trovava l'impennaggio convenzionale, con una coda orizzontale diritta e rastremata comprendente equilibratori divisi, posti sulla parte superiore della fusoliera.
Le alette erano di forma triangolare, il timone arrotondato si estendeva fino alla chiglia. Nessuna delle superfici di controllo era bilanciata aerodinamicamente . Il  carrello di atterraggio era triciclo posteriore fisso, con le ruote principali su un singolo asse montato su una coppia di montanti a V collegati alla parte inferiore della fusoliera, e pattino di coda.

## Impiego operativo
Il prototipo del caccia fu costruito in cinque mesi e volò per la prima volta nel 1923. Durante le prove del programma di collaudo  il velivolo fu criticato per lo scarso campo visivo in avanti e verso il basso del pilota, e non fu ricevuto alcun ordine di produzione. Il prototipo andò perso a Villacoublay il 29 maggio 1923, causando la morte del collaudatore Albert Deullin.

## Utilizzatori
Francia